# Neckartenzlingen
Neckartenzlingen település Németországban, azon belül Baden-Württembergben. Lakosainak száma 6483 fő (2023. december 31.).

## Népesség
A település népessége az elmúlt években az alábbi módon változott:
| Lakosok száma | 5152 | 6549 | 6498 | 6356 | 6433 | 6483 |
|               | 1975 | 2017 | 2019 | 2021 | 2022 | 2023 |